# Portada/article juny 5

## Aritmètica modular
En teoria de nombres algebraics, l'aritmètica modular és un conjunt de mètodes que permeten la resolució de problemes sobre els nombres enters. Aquests mètodes sorgeixen de l'estudi del residu obtingut per una divisió. La idea de base de l'aritmètica modular és de treballar no sobre els nombres mateixos, sinó sobre els residus de la seva divisió per alguna cosa. Quan es fa, per exemple, la prova del nou, s'efectua una operació d'aritmètica modular sense saber-ho: el divisor és el valor 9.
Tot i que els seus orígens es remunten a l'edat antiga, generalment, els historiadors associen el seu naixement a l'any 1801, data de la publicació del llibre Disquisitiones arithmeticae de Carl Friedrich Gauss. El segle XX modifica l'estatut de l'aritmètica modular. D'una banda, es necessiten altres mètodes per progressar en la teoria dels nombres; d'altra banda, el desenvolupament de nombroses aplicacions industrials imposa la posada a punt d'algorismes procedents de les tècniques modulars.